# Alison
Alison  è un nome proprio di persona francese e inglese femminile.

## Varianti
- Inglese: Allison[1][3][4], Alyson[1][4], Allyson[1], Alycen[4]
  - Ipocoristici: Allie[1][4], Ally[1][4], Aly[4], Alie[4]

### Varianti in altre lingue
- Francese antico/normanno: Alison[1][3], Alisoun[4]

## Origine e diffusione
Era in origine un diminutivo normanno del nome Alice, formato con l'aggiunta del suffisso -on.
Comune tanto in Francia quanto in Inghilterra durante il Medioevo, finì per rarificarsi nel XVII secolo; in Scozia, dove si era diffuso nel XIII secolo, continuò ad avere una certa popolarità, e nel XX secolo fu riportato in voga anche nei paesi di lingua inglese. Negli Stati Uniti, pressoché assente prima del 1946, divenne uno dei nomi più usati negli anni novanta.

## Onomastico
Nome adespota, ovvero che non ha santa patrona, l'onomastico si può festeggiare il 1º novembre, festa di Ognissanti, oppure lo stesso giorno di Alice, da cui deriva.

## Persone

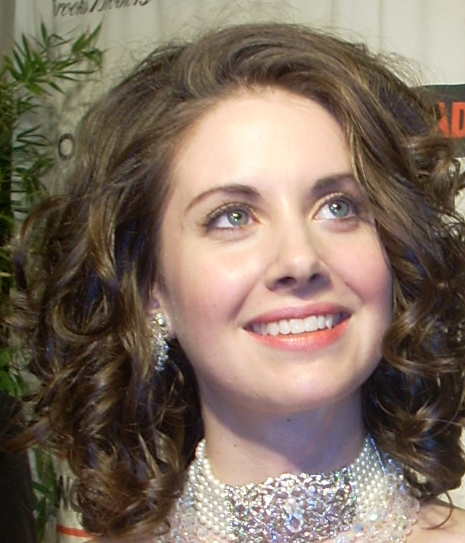
Alison Brie

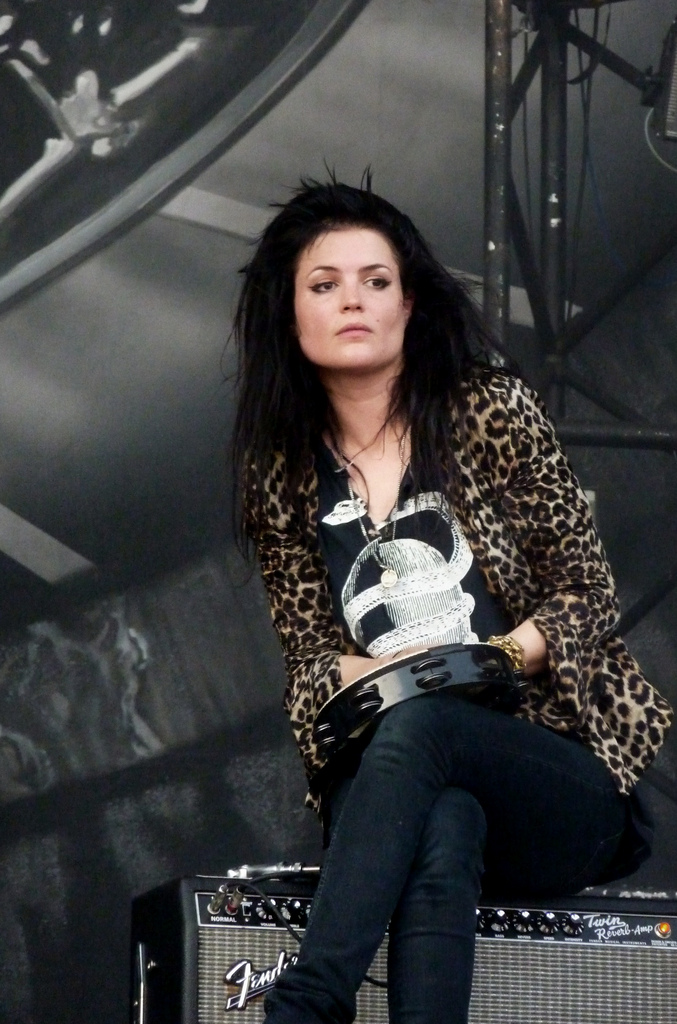
Alison Mosshart

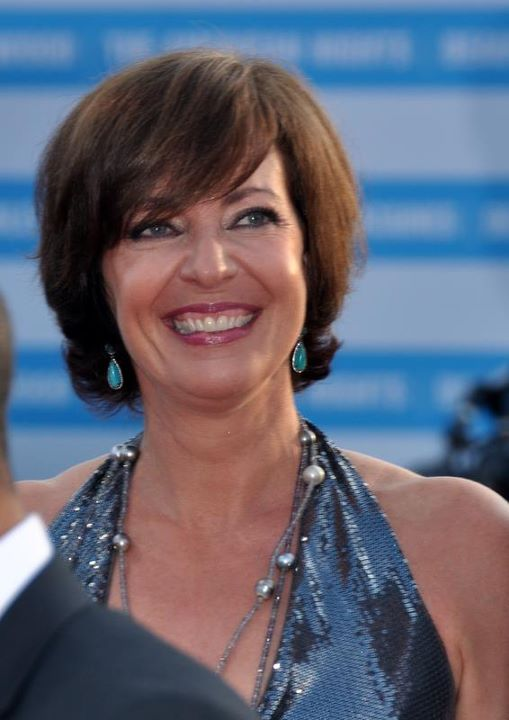
Allison Janney

- Alison Armitage, attrice britannica
- Alison Bales, cestista statunitense
- Alison Bechdel, fumettista statunitense
- Alison Brie, attrice statunitense
- Alison Carroll, ginnasta, modella e attrice britannica
- Alison Doody, attrice e modella irlandese
- Alison Eastwood, attrice e regista statunitense
- Alison Gascoigne, archeologa e orientalista britannica
- Alison Goldfrapp, cantante britannica
- Alison Gregorka, pallanuotista statunitense
- Alison Louise Kennedy, scrittrice britannica
- Alison Krauss, cantante statunitense
- Alison Lang, cestista canadese
- Alison Lang, giudice di tennis britannica
- Alison Lapper, artista britannica
- Alison Lohman, attrice statunitense
- Alison Mosshart, cantante e chitarrista statunitense
- Alison Moyet, cantante britannica
- Alison Pill, attrice canadese
- Alison Steadman, attrice britannica
- Alison Sudol, cantautrice e attrice americana
- Alison Smithson, architetto britannico
- Alison Sweeney, attrice statunitense
- Alison Sydor, ciclista su strada, ciclocrossista e biker canadese

### Variante Allison

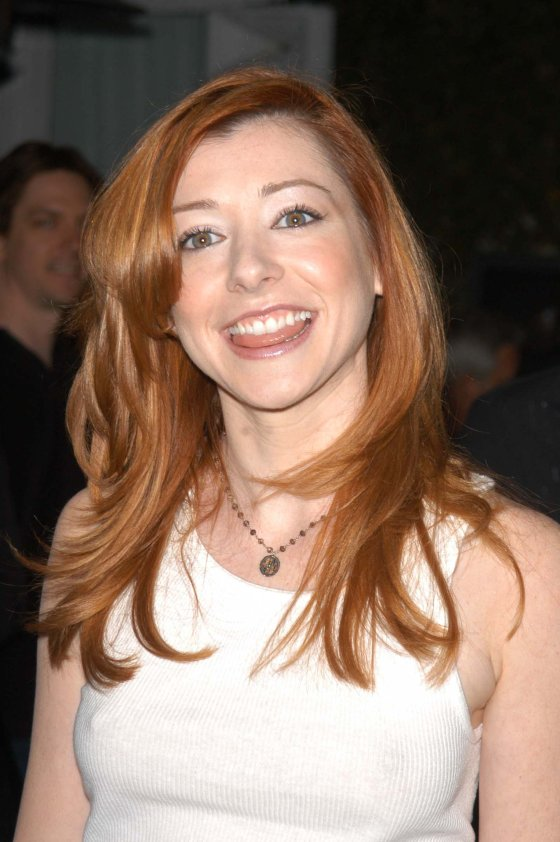
Alyson Hannigan

- Allison Crowe, cantautrice e pianista canadese
- Allison Danger, wrestler canadese
- Allison DuBois, scrittrice e medium statunitense
- Allison Feaster, cestista statunitense naturalizzata francese
- Allison Forsyth, sciatrice alpina canadese
- Allison Harvard, modella statunitense
- Allison Higson, nuotatrice canadese
- Allison Hossack, attrice canadese
- Allison Iraheta, cantante statunitense
- Allison Janney, attrice statunitense
- Allison Mack, attrice statunitense
- Allison McNeill, allenatrice di pallacanestro canadese
- Allison Miller, attrice statunitense
- Allison Robertson, chitarrista statunitense
- Allison Scagliotti-Smith, attrice statunitense
- Allison Schmitt, nuotatrice statunitense
- Allison Tranquilli, cestista australiana
- Allison Wagner, nuotatrice statunitense

### Variante Alyson

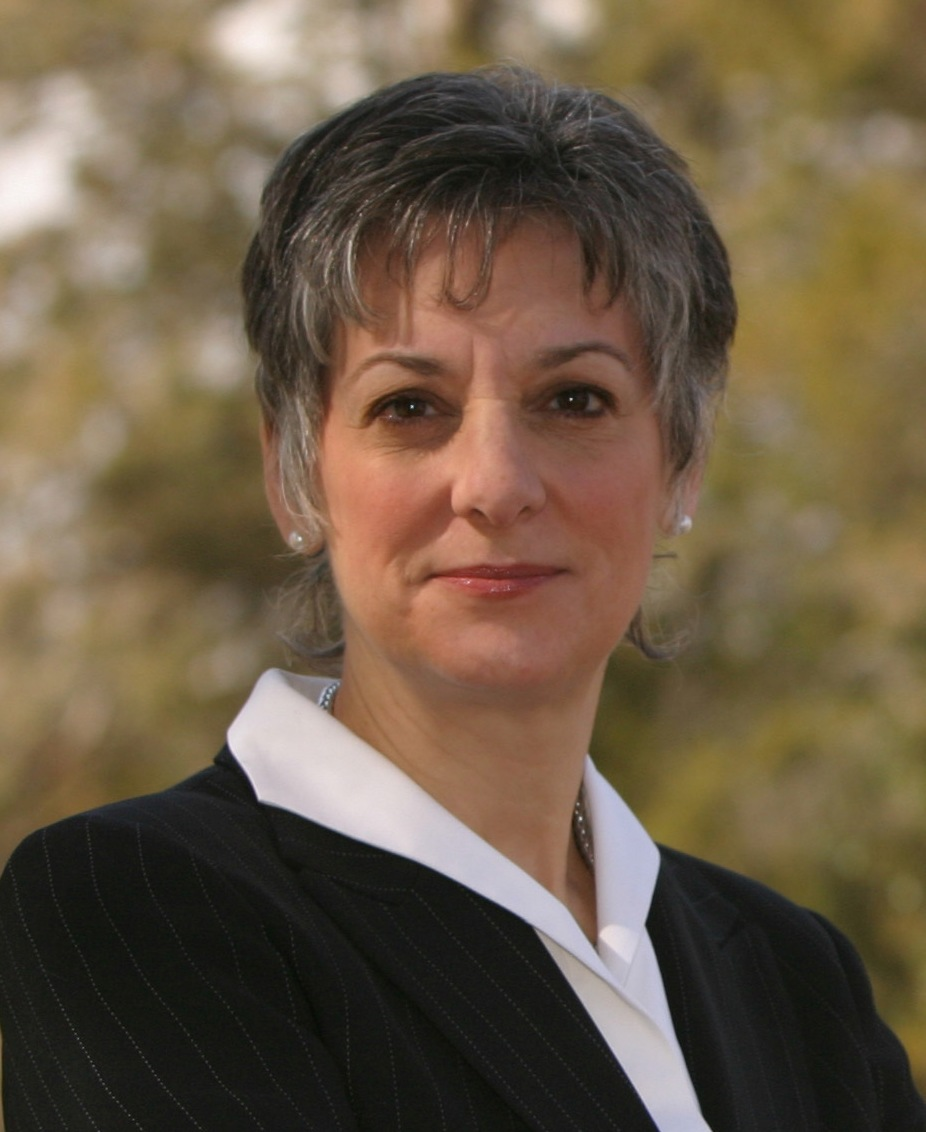
Allyson Schwartz

- Alyson Dixon, maratoneta britannica
- Alyson Hannigan, attrice statunitense
- Alyson Le Borges, modella francese
- Alyson Michalka, attrice e cantautrice statunitense
- Alyson Noël, scrittrice statunitense
- Alyson Reed, ballerina e attrice statunitense
- Alyson Stoner, attrice, ballerina e cantante statunitense

### Altre varianti
- Allyson Felix, atleta statunitense
- Allie Grant, attrice statunitense
- Allie Haze, pornoattrice statunitense
- Allyson Schwartz, politica statunitense
- Ally Sheedy, attrice statunitense

## Il nome nelle arti
- Allison Argent è un personaggio della serie televisiva Teen Wolf.
- Allison Cameron è un personaggio della serie televisiva Dr. House - Medical Division.
- Alison DiLaurentis è un personaggio della serie televisiva Pretty Little Liars.
- Alison Dowell è un personaggio della serie a fumetti Dylan Dog.
- Ally McBeal è un personaggio dell'omonima serie televisiva.
- Allison Taylor è un personaggio della serie televisiva 24.
- Allison Whittington è un personaggio della serie anime Allison to Lillia.